# Динан (Франция)
Динан (на френски: Dinan) е град в северозападна Франция, административен център на кантон Динан и окръг Динан в департамента Кот д'Армор на регион Бретан. Населението му е около 11 000 души (2015).
Разположен е на 76 метра надморска височина в Армориканските възвишения, над десния бряг на река Ранс и на 21 километра южно от Сен Мало и бреговете на Ла Манш. Селището е известно от XI век, когато там е разположен укрепен бенедиктински манастир, а по-късно са изградени внушителни укрепления, контролиращи пътя от Нормандия към северното крайбрежие на Бретан. Динан е център на агломерация с население около 26 хиляди души, включваща още предградията Бобитал, Енгле, Кевер, Ланвале, Леон, Сен Карне и Треливан.

## Известни личности
Родени в Динан
- Теодор Ботрел (1868 – 1925), музикант